# Serpentinstandorte in der nördlichen Oberpfalz
Serpentinstandorte in der nördlichen Oberpfalz este o arie protejată (arie specială de conservare — SAC, sit de importanță comunitară — SCI) din Germania întinsă pe o suprafață de 119,34 ha, integral pe uscat.

## Localizare
Centrul sitului Serpentinstandorte in der nördlichen Oberpfalz este situat la coordonatele 49°51′24″N 12°02′11″E / 49.8567°N 12.0364°E.

## Înființare
Situl Serpentinstandorte in der nördlichen Oberpfalz a fost declarat sit de importanță comunitară în noiembrie 2004 pentru a proteja 1 specie de plante. Situl a fost protejat și ca arie specială de conservare în aprilie 2016.

## Biodiversitate
Situată în ecoregiunea continentală, aria protejată conține 4 habitate naturale: Pajiști uscate europene, Formațiuni ierboase bogate în specii de Nardus, dezvoltate pe substraturi silicioase în zone montane (și în zone submontane, în Europa continentală), Fânețe de joasă altitudine (Alopecurus pratensis, Sanguisorba officinalis), Pante stâncoase silicioase cu vegetație casmofită.
La baza desemnării sitului se află o specie protejată de  plante: Asplenium adulterinum.